# Nicole Wray
Nicole Monique Wray (* 2. Mai 1981 in Kalifornien), auch als Nicole und Lady Wray bekannt, ist eine US-amerikanische R&B- und Soul-Sängerin. Des Weiteren ist sie Songschreiberin, Model und Schauspielerin.

## Leben und Wirken
Ihre Debütsingle war Make It Hot (1998), welche von Timbaland produziert wurde. Im Jahr 2004 kam Nicole mit ihrer Single If I Was Your Girlfriend zurück. Im Frühling 2007 soll ihr neues Album Young, Talented and Beautiful in den USA erscheinen.

## Diskografie

### Studioalben
| Jahr | Titel       | Höchstplatzierung, Gesamtwochen, AuszeichnungChartplatzierungen (Jahr, Titel, Platzierungen, Wochen, Auszeichnungen, Anmerkungen) | Höchstplatzierung, Gesamtwochen, AuszeichnungChartplatzierungen (Jahr, Titel, Platzierungen, Wochen, Auszeichnungen, Anmerkungen) | Anmerkungen                           |
| Jahr | Titel       | UK | US | Anmerkungen                           |
| ---- | ----------- | --- | --- | ------------------------------------- |
| 1998 | Make It Hot | — | US42 (9 Wo.)US | Erstveröffentlichung: 25. August 1998 |

Weitere Alben
- 2013: Lady (mit Terri Walker)
- 2016: Queen Alone

### Singles
| Jahr | Titel Album                  | Höchstplatzierung, Gesamtwochen, AuszeichnungChartplatzierungen (Jahr, Titel, Album, Platzierungen, Wochen, Auszeichnungen, Anmerkungen) | Höchstplatzierung, Gesamtwochen, AuszeichnungChartplatzierungen (Jahr, Titel, Album, Platzierungen, Wochen, Auszeichnungen, Anmerkungen) | Anmerkungen                                                    |
| Jahr | Titel Album                  | UK | US | Anmerkungen                                                    |
| ---- | ---------------------------- | --- | --- | -------------------------------------------------------------- |
| 1998 | Make It Hot                  | UK22 (4 Wo.)UK | US5 Gold · (23 Wo.)US | Erstveröffentlichung: 2. Juni 1998 feat. Missy Elliott & Mocha |
| 1999 | All n My Grill Da Real World | — | US64 (14 Wo.)US | Erstveröffentlichung: Juli 1999 mit Missy Elliott & Big Boi    |

Weitere Singles
- 1998: I Can’t See [Alternate Version] (feat. Mocha)
- 1999: Eyes Better Not Wander
- 2000: Bangin’ (Don’t Lie) (feat. Prodigy)
- 2001: I’m Lookin
- 2001: No Joke (Mamma Used to Say) (feat. Redman und Missy Elliott)
- 2002: Don’t Have To
- 2004: Family Ties (Cam’ron feat. Nicole Wray)
- 2004: Regrets (feat. Jay-Z)
- 2004: If I Was Your Girlfriend
- 2005: Can’t Get Out the Game (feat. Beanie Sigel)
- 2005: Still Tippin’ (It’s a Man's World Remix) (Mike Jones feat. Nicole Wray)
- 2006: Do Ya Thing (Cam’ron feat. Nicole Wray)
- 2006: Love My Life (Cam’ron feat. Nicole Wray)
- 2006: Lollipop (feat. 7 Aurelius)
- 2006: Xtacy (JR Writer feat. Nicole Wray)
- 2006: I’ll Take Your Man
- 2007: Lost With Guns (Black Ty feat. Nicole Wray)
- 2007: The Hustle (Black Ty feat. Nicole Wray)
- 2009: What You Do To Me (feat. Billy Danze & Jim Jones)